# Jaber al-Mubarak al-Hamad al-Sabah
Jaber al-Mubarak al-Hamad al-Sabah (arabiska: جابر المبارك الحمد الصباح), född 5 januari 1942 i Kuwait City, död 14 september 2024 i Kuwait City, var en kuwaitisk kunglighet och politiker som mellan 2011 och 2019 var Kuwaits premiärminister. Han efterträddes på posten av Sabah al-Khalid al-Sabah. Dessförinnan, mellan 2001 och 2011, var Jaber al-Mubarak al-Hamad al-Sabah landets försvarsminister.